# Lægmandsbevægelse
 En lægmandsbevægelse er en mere eller mindre løs organisation af lægfolk (ikke-fagfolk) indenfor et emne. Betegnelsen benyttes primært om religiøse foreninger og grupper, der ikke er organisaeret omkring præster.
| Forening eller organisation | Spire Denne artikel om en forening eller organisation er en spire som bør udbygges. Du er velkommen til at hjælpe Wikipedia ved at udvide den. |